# Jacques Twinger de Koenigshoffen
Jacques Twinger de Koenigshoffen, né en 1346 à Koenigshoffen, un quartier de Strasbourg et mort dans cette ville à l'âge de soixante-quatorze ans le 27 décembre 1420, était un historien, enseignant, notaire, chroniqueur, prêtre, archiviste, musicien et rédacteur de dictionnaires français manuscrits.

## Biographie

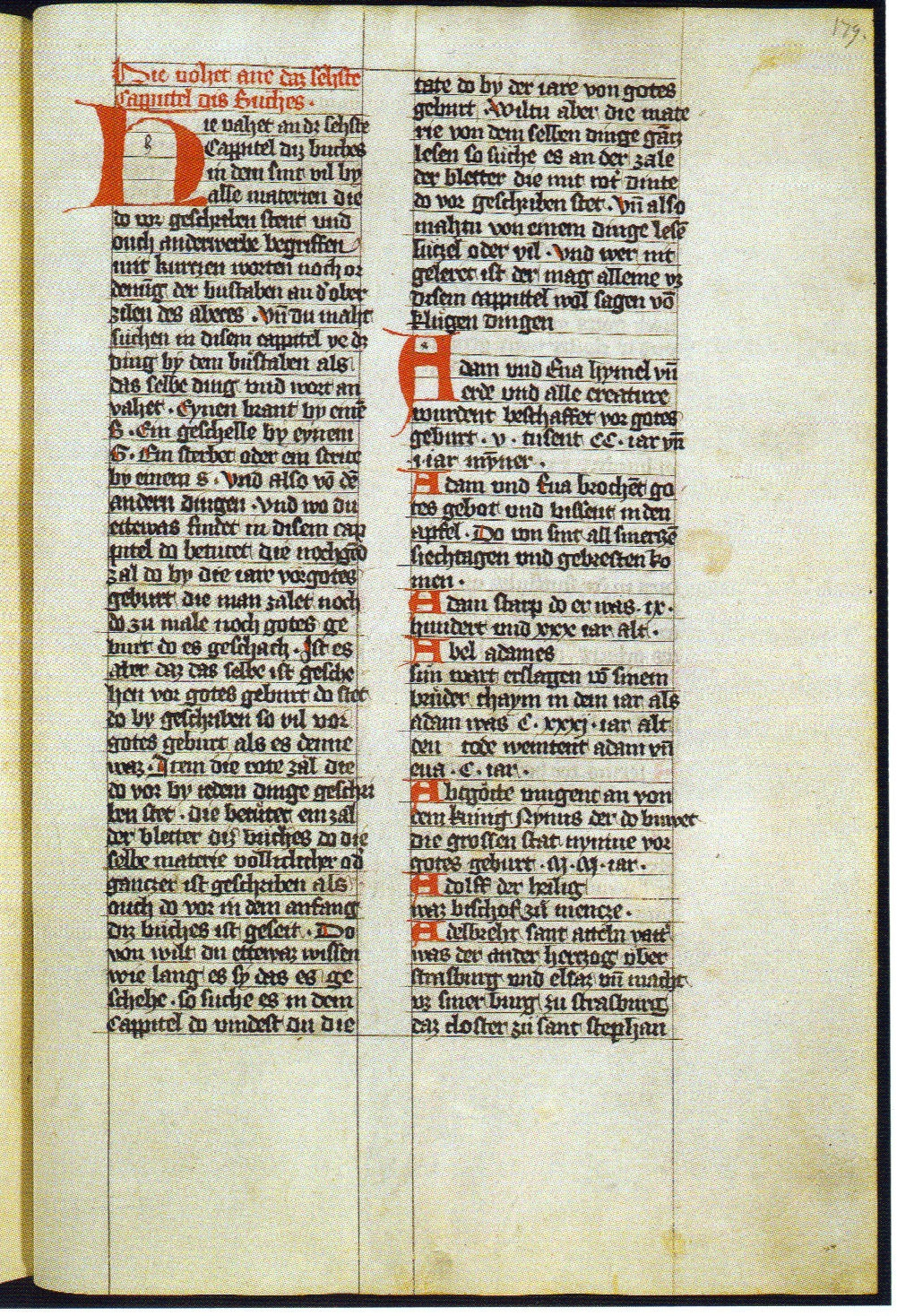
Une page de la Chronique

Issu d'une ancienne famille noble d'Alsace, il devient en 1386 recteur de l'église de Drusenheim, puis prébendier du grand-chœur et notaire apostolique et impérial ; en 1395 il est élu chanoine de Saint-Thomas. À l'époque où il ne remplit pas encore de fonctions actives, il entreprend la compilation d'une chronique latine ; pour l'histoire ancienne, pour celle des empereurs et des papes, il se sert principalement du Miroir historial de Vincent de Beauvais et de la chronique du dominicain polonais Martin Streppus ; quant à l'histoire de Strasbourg et de l'Alsace, il la prend en partie dans les récits recueillis peu de temps avant lui par le prêtre Frédéric Closener, et en partie dans les traditions orales qu'il rassemble lui-même. Dès 1382 il commence une rédaction allemande de son travail latin, et la continue jusqu'en 1419 ; pendant son séjour à Drusenheim, il fait un abrégé de ce qu'il a achevé alors de cette Chronique allemande. Devenu chanoine de Saint-Thomas, il s'applique à la réorganisation de la comptabilité et des archives, et sa curiosité d'historien l'amène à la réunion de matériaux pour une précieuse notice sur l'origine et les destinées successives de son église. En 1399 il rédige un glossaire latin-allemand, pour lequel il se sert d'un travail semblable laissé par Closener.

## Épitaphe
Son épitaphe est visible à l'église Saint-Thomas de Strasbourg. D'une largeur de 0,85 m sur une hauteur de 0,54 m, elle est incrustée dans le mur qui sépare le dôme de la croisée méridionale, à gauche du monument funéraire de Jean-Daniel Schoepflin. À l'origine elle se trouvait dans l'enceinte du nouveau cimetière fondé en 1410 derrière l'église à proximité de la maison du sacristain. Le texte latin, en lettres minuscules gothiques, est le suivant :
« Anno Domini M°CCCC°XX° ipsa die beati Johannis
evangeliste obiit dominus
Jacobus dictus Twinger fidelis ca-
nonicus huius ecclesie. Orate pro eo. I. A. »

## Publications
- (de) Jakob Twinger von Königshofen (1346-1420), Die alteste teutsche sowol allgemeine als insonderheit elsassische und strassburgische Chronicke von Jacob von Kønigshoven, brieftern in Strassburg, von Anfang der Welt biss ins Jahr nach Christi Geburth 1386 beschrieben, anjetzo zum ersten Mal heraus und mit historischen Anmerckungen in Truck gegeben von D. Johann Schiltern, Strasbourg, Josias Städel, 1698, 1172 p. (lire en ligne), 8 gravures, plan de Strasbourg en 1680 par Jean-Adam Seupel, index et table générale (151 pages), chronique de Fribourg-en-Brisgau.

## Hommage
À Strasbourg, une rue et un collège portent son nom.